# Groupe des dirigeants polynésiens
Le Groupe des dirigeants polynésiens est un groupe international de coopération inter-gouvernementale regroupant douze États indépendants ou territoires autonomes en Polynésie.
L'idée d'un groupe régional polynésien avait été évoquée depuis plusieurs années, notamment en réponse au Groupe mélanésien Fer de lance, groupe régional pour la Mélanésie. En septembre 2011, le premier ministre samoan drapeau initia une réunion avec les dirigeants des Tonga, des Tuvalu, des îles Cook et de Nioué, en marge d'un sommet du Forum des îles du Pacifique à Auckland. Ces premières discussions menèrent à une seconde réunion, à Apia, qui aboutit le 17 novembre à un mémorandum d'entente établissant de manière formelle le Groupe des Dirigeants polynésiens - en anglais Polynesian Leaders Group (PLG),,.
Annonçant la nouvelle, le premier ministre Tuilaepa précisa que les pays membres œuvreraient ensemble « à travers ce groupe à la recherche d’un avenir pour les peuples et les pays polynésiens, où les cultures, les valeurs et les traditions seront protégées et honorées. Où nous parviendrons à une prospérité économique durable, où les valeurs démocratiques sont respectées, les droits de l’homme promus et protégés, et l’État de droit appliqué ». Le Groupe annonça également que les pays coopéreraient en matière « d’éducation, de culture et de langues, de transport, de conservation environnementale, de réduction et d’adaptation aux effets du changement climatique, de santé, d’agriculture et de pêche, de tourisme, de commerce et d’investissement ».
Il y a huit pays membres fondateurs : trois États souverains (Samoa, Tonga et Tuvalu), deux territoires autonomes en libre association avec la Nouvelle-Zélande (les îles Cook et Nioué), un territoire non-incorporé des États-Unis (Samoa américaines), un pays d'outre-mer de la France (Polynésie française), et un territoire néo-zélandais (Tokelau). Cette liste de membres n'est pas conçue comme étant exclusive. En septembre 2011, le premier ministre niouéen Toke Talagi indiqua que « nous considérons la Nouvelle-Zélande et Hawaï, par exemple, comme faisant partie du Triangle polynésien, et donc ils pourraient très bien faire partie du Groupe polynésien ». Tuilaepa reconnut également que la Nouvelle-Zélande se situe géographiquement en Polynésie, mais affirma qu'il pourrait y avoir des « complications » à l'idée d'inviter la Nouvelle-Zélande à rejoindre le Groupe. En novembre, il déclara qu'il avait été « décidé qu'un État, un territoire ou une population autochtone polynésienne peut être invité à devenir membre ou observateur à la suite d'une décision par consensus des membres fondateurs »,,. En septembre 2017, Wallis-et-Futuna (collectivité d'outre-mer de la République française) est admis comme neuvième membre du Groupe. En 2018, Hawaï (État des États-Unis d'Amérique), l'île de Pâques (province du Chili) et la Nouvelle-Zélande (État souverain) sont admis comme membres.
Le Groupe ne dispose pas à présent d'un lieu spécifique pour son secrétariat, bien qu'il ait été suggéré à l'origine qu'il puisse s'établir à Apia. Le premier sommet formel du Groupe s'est tenu en août 2012 à Rarotonga aux îles Cook,,,.

## Dirigeants des pays fondateurs fin 2011
Premier ministre Sailele Malielegaoi 

 Premier ministre Lord Tuʻivakano 

 Premier ministre Willy Telavi 

 Premier ministre Henry Puna 

 Premier ministre Toke Talagi 

 Gouverneur Togiola Tulafono 

 Président Oscar Temaru 

 Ulu Foua Toloa

## Direction
Presidence
| # | Nom                          | Etat                | Bureau à terme | Remarques         |
| - | ---------------------------- | ------------------- | -------------- | ----------------- |
| 1 | Tuilaepa Sailele Malielegaoi | Samoa               | 2011-2012      |                   |
| 2 | Henry Puna                   | Îles Cook           | 2012-2013      | [réf. nécessaire] |
| 3 | Gaston Flosse                | Polynésie française | 2013-2014      | [réf. nécessaire] |
| 4 | Toke Talagi                  | Niue                | 2014-2015      |                   |
| 6 | Aliki Faipule Afega Gaualofa | Tokelau             | 2015–2023      | [ 8 ]             |
| 7 | Moetai Brotherson            | Polynésie française | 2023           |                   |